# Teenage Mutant Ninja Turtles (serial din 2003)
Țestoasele Ninja (engleză Teenage Mutant Ninja Turtles) este un serial de animație american dezvoltat de Lloyd Goldfine. Este al doilea serial de animație al francizei Țestoasele Ninja. Serialul a avut premiera pe 8 februarie 2003 ca parte a blocului de programe FoxBox al Fox (mai târziu 4Kids TV), și s-a terminat pe 28 februarie 2009.
Serialul a fost anunțat pe 7 mai 2002. A fost coprodus de creatorii francizei Mirage Studios, care au codeținut drepturi asupra serialului, și 4Kids Entertainment, fiind primul său serial realizat în casă, cu animația realizată de studioul Dong Woo.
Serialul a durat 156 de episoade și 7 sezoane. Pentru ultimul său sezon în 2008, serialul s-a mutat pe canalul The CW ca parte a blocului de programe The CW4Kids.

## Difuzarea în România
Serialul a fost transmis și în România pe Pro TV și A+ Anime fără semn de avertizare și fără restricții.